# Bistumsregion St. Verena (Bistum Basel)
Die Bistumsregion St. Verena ist ein Teilgebiet des römisch-katholischen Bistums Basel in der Schweiz. Es umfasst das Territorium der Kantone Bern, Jura und Solothurn. Die Bistumsregion ist nach der Heiligen Verena, einer der Bistumsheiligen des Bistums Basel, benannt.

## Organisation
Die Bistumsregion St. Verena wird von einem Bischofsvikar geleitet. Der aktuelle Bischofsvikar der Bistumsregion St. Verena ist Georges Schwickerath.
Das für die Bistumsregion zuständige Bischofsvikariat St. Verena hat seinen Sitz in der Stadt Biel.
In der Leitung des Bischofsvikariats stehen dem Bischofsvikar der oder die Regionalverantwortliche der Bistumsregion sowie der oder die bischöfliche Delegierte für den Jura pastoral (französischsprachige Gebiete des Bistums) zur Seite.

## Aufgaben
Der Bischofsvikar ist innerhalb der Bistumsregion der Stellvertreter des Diözesanbischofs. Er ist dem Generalvikar des Bistums administrativ gleichgesetzt (vgl. 476  CIC sowie 479, § 2  CIC).
Zu den Hauptaufgaben der Leitung der Bistumsregion gehören der Austausch mit den Pfarreien und Kirchgemeinden (besonders in Personalfragen), die Pastoralentwicklung und der Kontakt mit den kantonalen staatskirchenrechtlichen Exekutiven. Die Leitung der Bistumsregion ist auch verantwortlich für die Umsetzung diözesaner Projekte in ihrer Region (z. B. Pastoraler Entwicklungsplan) und bringt Fragen und Anregungen aus der Bistumsregion in die Bistumsleitung ein.